# Premi Unión de Actores al millor actor protagonista de teatre
El Premi al millor actor protagonista en la seva secció de teatre lliurat per la Unión de Actores y Actrices reconeix la millor interpretació d'una actor protagonista dins d'una obra de teatre. Es lliura des de 2002, ja que entre 1996 i 2001 es va lliurar un únic premi al millor interpretació de repartiment, sense distingir entre masculina i femenina.

## Guardonats
| Any  | Guanyadora          | Obra                                          |
| ---- | ------------------- | --------------------------------------------- |
| 2018 | Alberto Berzal      | 1984 (obra de teatre)                         |
| 2017 | Jorge Usón          | Arte                                          |
| 2016 | Ángel Ruiz          | Miguel de Molina, al desnudo                  |
| 2015 | Daniel Grao         | La piel oscura                                |
| 2014 | Miguel Rellán       | Novecento. La leyenda del pianista del océano |
| 2013 | Asier Etxeandía     | El intérprete                                 |
| 2012 | Carlos Hipólito     | Follies                                       |
| 2011 | Asier Etxeandía     | La avería                                     |
| 2010 | Carlos Hipólito     | Todos eran mis hijos                          |
| 2009 | Nicolás Dueñas      | Toc Toc                                       |
| 2008 | Joan Crosas         | Sweeney Todd                                  |
| 2007 | Josep Maria Pou     | La Cabra o qui és Sylvia?                     |
| 2006 | Carlos Hipólito     | El método Gronholm                            |
| 2005 | Daniel Freire       | Bent                                          |
| 2004 | Héctor Alterio      | Yo, Claudio                                   |
| 2003 | Miguel Ángel Solá   | Hoy: El Diario de Adán y Eva                  |
| 2002 | Josep Maria Flotats | París 1940                                    |